# Arivonimamo
Arivonimamo è un comune urbano (kaominina) del Madagascar, situato nella Regione di Itasy.
| Controllo di autorità | VIAF (EN) 138458991 · LCCN (EN) n86069981 · BNF (FR) cb12286793n (data) · J9U (EN, HE) 987007560149305171 |